# Deinarkhón
Dinarkhosz (ógörögül: Δείναρχος, latinul: Dinarchus), (Kr. e. 361 – Kr. e. 291) ókori görög szónok.
Szósztratosz fia volt, a legutolsó és egyben legjelentéktelenebb az alexandriai kánonba felvett tíz szónok közül. Korinthoszban született, Kr. e. 342-ben Athénbe került, s ott Lüsziasz hoz hasonlóan beszédkészítésből tartotta fenn magát. Antipatrosz híve volt, de nagyobb befolyásra csak támogatója, Theophrasztosz segítségével, Démétriosz Phaléreusz kormánya alatt jutott. A Démétriosz Poliorketész bevonulása után felülkerekedett demokrata párt Kr. e. 307-ben száműzte, ettől kezdve visszatéréséig, Kr. e. 292-ig Euboiában, Khalkiszban élt. Visszatérése után perelnie kellett régi barátjával, Proxenosszal, aki távolléte alatt a vagyonát elsikkasztotta. Antipatrosz halála után Polüszperkhón kivégeztette. Démoszthenész utánzójának tartották, de mivel tehetsége nem érte utol a nagy szónokét, árpa-Démoszthenésznek csúfolták. Igen sok beszédet írt, a Szuda-lexikon szerint 160-at, Dionüsziosz Thrax szerint 59-et, de ezek közül csupán a Démoszthenésszel kapcsolatban álló három maradt fenn.